# Fabrik Junker

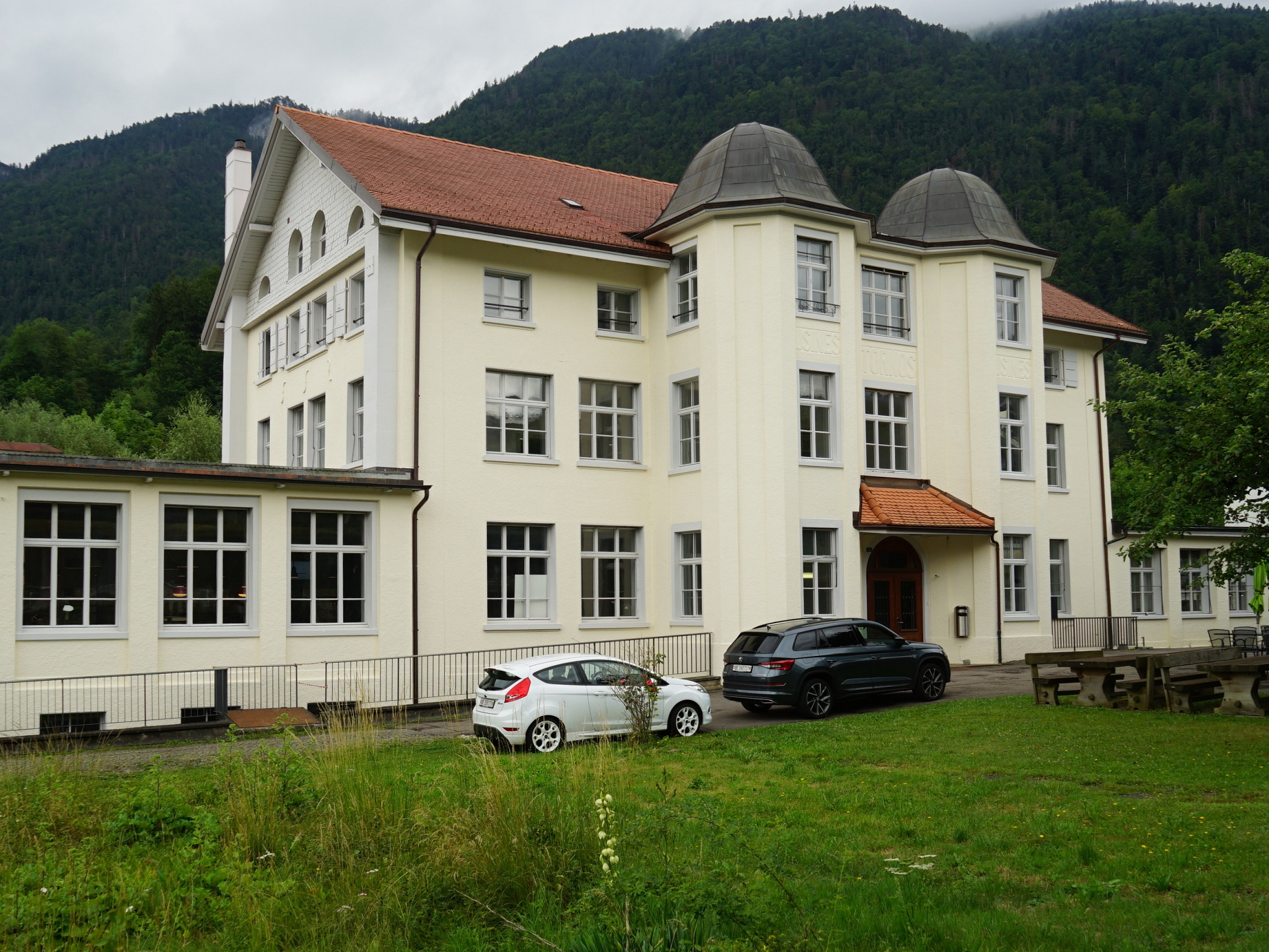
Hauptgebäude von Nordwesten (2022)

Die ehemalige Fabrik Junker & Cie. (französisch usine Junker et Cie.) in Moutier im Schweizer Kanton Bern wurde 1860 errichtet. Das Gebäude ist das «älteste architektonische Zeugnis der Industrialisierung» der Stadt und steht als Kulturgüter-Objekt von lokaler Bedeutung unter Denkmalschutz.

## Lage
Das Bauwerk steht an der Rue Industrielle 123 im Südwesten des Orts, westlich des Flusses Birs. In der benachbarten «Villa Junker» wurde das Musée du tour automatique et d’histoire de Moutier (Museum des Drehautomaten und der Geschichte von Moutier) eingerichtet. Zwischen den Gebäuden sind alte Obstbäume angelegt. Im Norden befinden sich die Gebäude der Werkzeugmaschinenfabrik Tornos.

## Geschichte
Der Industriebau wurde um 1860 errichtet. Energie lieferte ein Schaufelrad, ein Teil der Birs wurde dazu in einen Kanal umgeleitet. Im Jahr 1880 richtete der Fabrikant Nicolas Junker dort seine Produktion ein, aus der nach 1905 die erste Fabrik der Firma Tornos wurde.
Das Hauptgebäude wurde 2000 rechtskräftig in das Bauinventar der Denkmalpflege des Kantons als «schützenswert» aufgenommen und ist seit dem 15. März 2017 vertraglich als Kulturgüter-Objekt von lokaler Bedeutung («Kategorie C») ausgewiesen.

## Belege
1. 1 2 3  Denkmalpflege des Kantons Bern: Moutier, Rue Industrielle 123. In: Bauinventar des Kantons Bern. Kanton Bern, abgerufen am 21. März 2024 (französisch).

Koordinaten: 47° 16′ 13,6″ N, 7° 21′ 47,4″ O; CH1903: 594290 / 235507